# کوستلتس ناد تشرنیمی لسی
کوستلتس ناد تشرنیمی لسی (به چکی: Kostelec nad Černými lesy) یک منطقهٔ مسکونی در جمهوری چک است که در ناحیه پراگ-شرق واقع شده‌است. کوستلتس ناد تشرنیمی لسی ۳٬۵۶۱ نفر جمعیت دارد.